# Bisamberg
Bisamberg är en ort och kommun i Österrike. Den ligger i distriktet Korneuburg i förbundslandet Niederösterreich,   14 kilometer norr om huvudstaden Wien. 
Kommunen består av två orter (Ortschaften) (inom parentes invånarantal 1 januari 2024):
- Bisamberg (4 259)
- Klein-Engersdorf (618)